# Симфонія № 5 (Бетховен)

Лейттема 5-ї симфонії, відома як «Тема долі»

Симфо́нія № 5 ор. 67 Людвіга ван Бетховена, до мінор, завершена 1808 року. Складається з 4-х частин:
1. Allegro con brio, написана в сонатній формі. Темп Allegro con brio означає «швидко, з вогнем». Частина відкривається так званою «темою долі» — мотиву з чотирьох нот, що повторюється двічі, вдруге — одним ступенем нижче. Це основний мотив, з якого виросли всі інші теми частини.
2. Andante con moto, повільна. Глибокі роздуми про щось серйозне, значне. Написана у формі варіацій на 2 теми.
3. Scherzo: Allegro (у перекладі з італійської — «жарт»). Музика цієї частини за настроєм повертає нас до першої частини. Третя і четверта частини симфонії звучать одна за одною без перерви. Це єдиний приклад у симфонічній музиці довгого і безупинного crescendo від PP до FF початку фіналу)
4. Allegro. Фінал. Звучить святково, переможно. Написаний у формі сонатного алегро.

Усі 4 частини об'єднані грізною темою (4 такти), що звучить на початку твору як епіграф. Про неї Бетховен сказав: «Так доля стукає у двері». Вона звучить FF (фортисимо, дуже голосно) одночасно у різних інструментах. Симфонія не має програми, її зміст не виражений словами, та яскрава, виразна музика, конкретне значення основного мотиву дають право розглядати симфонію як картину боротьби людини з перешкодами життя в ім'я радості і щастя. 4 частини симфонії можна уявити як окремі моменти цієї боротьби. Фінал зображує перемогу людини над силами зла і насильства.
Написана для подвійного складу симфонічного оркестру із включенням контрафаготу і трьох тромбонів. Тривалість — близько 35 хв. Присвячена другу і меценату Бетховена, сину останнього гетьмана України, графу Андрію Розумовському.